# Centrostephanus rodgersii
Centrostephanus rodgersii is een zee-egel uit de familie Diadematidae.
De wetenschappelijke naam van de soort werd in 1864 gepubliceerd door Alexander Agassiz.